# Mehdi Léris
Mehdi Pascal Marcel Léris (Mont-de-Marsan, 23 maggio 1998) è un calciatore francese naturalizzato algerino, centrocampista del Pisa e della nazionale algerina.

## Biografia
Léris è nato a Mont-de-Marsan da padre spagnolo e madre algerina, proprio per questo può essere convocato nelle selezioni francesi, algerine e spagnole.

## Caratteristiche tecniche
Centrocampista centrale che può ricoprire all'occorrenza il ruolo di esterno d'attacco.

## Carriera

### Club

#### Inizi
Muove i primi passi nella primavera del Chievo dove esordisce nel 2013 in un torneo a Parigi. Nell'estate del 2016 si trasferisce in prestito alla Juventus.
Nella stagione 2017-2018 ritorna al Chievo con la quale esordisce in Serie A il 9 settembre contro la sua ex-squadra la Juventus perdendo 3-0. Dopo le 4 presenze nella prima stagione, ne gioca 23 nella seconda senza mai andare in goal in Serie A. Trova il primo gol da professionista in Coppa Italia del 6 dicembre 2018 nella sconfitta per 1-2 contro il Cagliari.

#### Sampdoria e prestito al Brescia
Il 12 agosto 2019 viene ceduto alla Sampdoria per 2,5 milioni di euro più bonus per un totale di circa 4. L'esordio con i blucerchiati arriva il 25 agosto nella sconfitta interna contro la Lazio (0-3). Il 1º agosto, nell’ultima di campionato, arriva il primo gol in Serie A siglando il momentaneo vantaggio in casa del Brescia, nella partita poi conclusa sull'1-1.
Il 18 agosto 2021 si trasferisce in prestito al Brescia. L'11 settembre segna la sua prima rete nel successo per 3-1 in casa dell'Alessandria , ripetendosi poi sei giorni dopo nel 2-2 interno contro il Crotone.
A fine prestito fa ritorno alla Sampdoria, con cui trova maggiore spazio rispetto alla scorsa esperienza segnando pure un gol l'8 aprile 2023  nella sconfitta per 2-3 contro la Cremonese.

#### Stoke City e Pisa
Il 22 agosto 2023, Léris viene acquistato a titolo definitivo dallo Stoke City, nella Championship inglese, con cui firma un contratto triennale.
Il 13 agosto 2024, fa ritorno in Italia, accasandosi a titolo definitivo al Pisa, in Serie B.

## Statistiche

### Presenze e reti nei club
Statistiche aggiornate al 13 maggio 2025.
| Stagione         | Squadra          | Campionato       | Campionato | Campionato | Coppe nazionali | Coppe nazionali | Coppe nazionali | Coppe continentali | Coppe continentali | Coppe continentali | Altre coppe | Altre coppe | Altre coppe | Totale | Totale |
| Stagione         | Squadra          | Comp             | Pres       | Reti       | Comp            | Pres            | Reti            | Comp               | Pres               | Reti               | Comp        | Pres        | Reti        | Pres   | Reti   |
| ---------------- | ---------------- | ---------------- | ---------- | ---------- | --------------- | --------------- | --------------- | ------------------ | ------------------ | ------------------ | ----------- | ----------- | ----------- | ------ | ------ |
| 2017-2018        | Chievo           | A                | 4          | 0          | CI              | 0               | 0               | -                  | -                  | -                  | -           | -           | -           | 4      | 0      |
| 2018-2019        | Chievo           | A                | 23         | 0          | CI              | 1               | 1               | -                  | -                  | -                  | -           | -           | -           | 24     | 1      |
| Totale Chievo    | Totale Chievo    | Totale Chievo    | 27         | 0          |                 | 1               | 1               |                    | -                  | -                  |             | -           | -           | 28     | 1      |
| 2019-2020        | Sampdoria        | A                | 15         | 1          | CI              | 1               | 0               | -                  | -                  | -                  | -           | -           | -           | 16     | 1      |
| 2020-2021        | Sampdoria        | A                | 20         | 0          | CI              | 2               | 0               | -                  | -                  | -                  | -           | -           | -           | 22     | 0      |
| 2021-2022        | Brescia          | B                | 33+3       | 2          | CI              | 0               | 0               | -                  | -                  | -                  | -           | -           | -           | 36     | 2      |
| 2022-2023        | Sampdoria        | A                | 32         | 1          | CI              | 3               | 0               | -                  | -                  | -                  | -           | -           | -           | 35     | 1      |
| ago. 2023        | Sampdoria        | B                | 0          | 0          | CI              | 1               | 1               | -                  | -                  | -                  | -           | -           | -           | 1      | 1      |
| Totale Sampdoria | Totale Sampdoria | Totale Sampdoria | 67         | 2          |                 | 7               | 1               |                    | -                  | -                  |             | -           | -           | 74     | 3      |
| ago. 2023-2024   | Stoke City       | FLC              | 30         | 2          | FACup+CdL       | 1+2             | 0+1             | -                  | -                  | -                  | -           | -           | -           | 33     | 3      |
| 2024-2025        | Pisa             | B                | 3          | 0          | CI              | 0               | 0               | -                  | -                  | -                  | -           | -           | -           | 3      | 0      |
| Totale carriera  | Totale carriera  | Totale carriera  | 157+3      | 7          |                 | 11              | 3               |                    | -                  | -                  |             | -           | -           | 171    | 10     |

### Cronologia presenze e reti in nazionale
| Cronologia completa delle presenze e delle reti in nazionale ― Algeria | Cronologia completa delle presenze e delle reti in nazionale ― Algeria | Cronologia completa delle presenze e delle reti in nazionale ― Algeria | Cronologia completa delle presenze e delle reti in nazionale ― Algeria | Cronologia completa delle presenze e delle reti in nazionale ― Algeria | Cronologia completa delle presenze e delle reti in nazionale ― Algeria | Cronologia completa delle presenze e delle reti in nazionale ― Algeria | Cronologia completa delle presenze e delle reti in nazionale ― Algeria |
| Data                                                                   | Città                                                                  | In casa                                                                | Risultato                                                              | Ospiti                                                                 | Competizione                                                           | Reti                                                                   | Note                                                                   |
| ---------------------------------------------------------------------- | ---------------------------------------------------------------------- | ---------------------------------------------------------------------- | ---------------------------------------------------------------------- | ---------------------------------------------------------------------- | ---------------------------------------------------------------------- | ---------------------------------------------------------------------- | ---------------------------------------------------------------------- |
| 16-11-2022                                                             | Bir El Djir                                                            | Algeria                                                                | 1 – 1                                                                  | Mali                                                                   | Amichevole                                                             | -                                                                      | 62’ 71’                                                                |
| 19-11-2022                                                             | Malmö                                                                  | Svezia                                                                 | 2 – 0                                                                  | Algeria                                                                | Amichevole                                                             | -                                                                      | 56’                                                                    |
| 23-3-2023                                                              | Baraki                                                                 | Algeria                                                                | 2 – 1                                                                  | Niger                                                                  | Qual. Coppa d'Africa 2023                                              | -                                                                      |                                                                        |
| 20-6-2023                                                              | Annaba                                                                 | Algeria                                                                | 1 – 1                                                                  | Tunisia                                                                | Amichevole                                                             | -                                                                      | 74’                                                                    |
| Totale                                                                 |                                                                        | Presenze                                                               | 4                                                                      |                                                                        | Reti                                                                   | 0                                                                      |                                                                        |